# El Adjiba
El-Adjiba (în arabă العجيبة) este o comună din provincia Bouira, Algeria.
Populația comunei este de 12.486 de locuitori (2008).